# 모잠비크 독립 전쟁
모잠비크 독립 전쟁(포르투갈어: Guerra da Independência de Moçambique)은 모잠비크 해방전선(FRELIMO)과 포르투갈 사이에 벌어진 전쟁이다. 전쟁은 1964년 9월 25일 공식적으로 시작되어 1974년 9월 8일 휴전으로 끝났으며 1975년 협상 끝에 독립했다.
400년 된 아프리카 영토에서 독립을 추구하는 게릴라 전사들에 대항한 포르투갈의 전쟁은 1961년 앙골라와 함께 시작되었다. 모잠비크에서는 1964년 많은 모잠비크 원주민들이 외국의 통치를 착취와 학대로 인식하면서 갈등이 촉발되었다. 많은 모잠비크인들은 또한 토착민들을 향한 포르투갈의 정책에 분개했고, 이로 인해 차별과 포르투갈식 교육과 숙련된 고용에 대한 접근이 제한되었다.
제2차 세계 대전 이후 성공적인 자결운동이 아프리카 전역으로 확산되면서, 많은 모잠비크인들은 점차적으로 더 민족주의적으로 변했고, 외국의 통치에 대한 국가의 지속적인 복종으로 인해 점점 더 좌절하게 되었다. 반면, 포르투갈령 모잠비크의 사회 조직에 완전히 통합된 많은 토착 아프리카인들은 불편함과 의심이 뒤섞인 독립 주장에 반응했다. 대부분의 통치권력을 포함한 포르투갈계 민족은 군사력 증대와 빠른 개발 계획으로 대응했다.
모잠비크의 정치 지식인들이 이웃 국가로 대거 추방되면서 급진적인 모잠비크인들이 자신들의 고향에 정치적 불안을 조성하고 행동을 계획할 수 있는 피난처가 마련되었다. 리비아와 브라질의 FRELIMO와 소련, 루마니아, 중국, 쿠바, 유고슬라비아, 불가리아, 탄자니아, 잠비아, 이집트, 알제리, 카다피 정권의 무기와 조언으로 10년 이상 지속된 폭력사태가 발생했다.
군사적인 관점에서, 포르투갈 정규군은 FRELIMO 게릴라군과 싸우는 동안 우위를 점했다. 모잠비크는 1975년 6월 25일 포르투갈의 카네이션 혁명으로 살라자르 정권이 전복되면서 독립에 성공했다. 혁명의 역사가들에 따르면, 포르투갈의 군사 쿠데타는 부분적으로 모잠비크 원주민들에 대한 포르투갈 군대의 대우에 대한 항의에 의해 촉발되었다. 군부 쿠데타를 주도한 포르투갈 저항세력 내부의 공산주의 영향력과 포르투갈 식민지 전쟁과 관련된 국제 사회의 압박이 이 결과의 주요 원인이었다.

## 여파
모잠비크가 독립하자 사모라 마셸은 모잠비크의 초대 대통령이 되었다. 새 정부는 타협적인 모잠비크인들, 특히 포르투갈 행정부, 특히 보안 기관에서 일했던 사람들의 문제에 직면했다. 약간의 지연 후, 1978년에 정부는 그들을 투옥하는 대신, 그들의 과거 행동을 설명하는 자막과 함께 그들의 직장에 그들의 사진을 게시하는 것이 요구될 것이라고 결정했다. 약 4년 후, 그 사진들은 제거되었고, 1982년에 마셸은 그들의 경험에 대해 이야기하는 전국적인 타협주의자 회의를 주최했다.
많은 포르투갈 식민지 주민들은 모잠비크의 전형적인 정착민들이 아니었다. 아프리카인을 제외한 대부분의 유럽 공동체가 19세기 말에서 20세기 초까지 설립되었지만, 포르투갈이 여전히 통치하는 영토의 일부 백인 가족과 제도는 수 세대에 걸쳐 정착되어 있었다. 약 30만 명의 백인 민간인들이 독립 첫 주 또는 두 주 동안 모잠비크를 떠났다. 포르투갈의 전문가들과 상인들이 떠나면서, 모잠비크는 기반 시설을 유지하기 위한 교육받은 노동력이 부족했고, 경제적 붕괴가 다가오고 있었다.
공산주의 국가들의 고문들은 FRELIMO 정권에 의해 데려왔다. 약 2년 후, 모잠비크 내전으로 로디지아와 남아프리카 공화국의 군사 지원을 받은 RENAMO 반군에 대한 전투가 재개되었다. 소련과 쿠바는 1975년 이후에도 계속해서 반혁명에 반대하는 새로운 자유민주연합 정부를 지지했다. 미국의 제럴드 포드 행정부는 무역 관계를 수립하려는 마셸의 열망을 거부했고, 효과적으로 모잠비크가 주로 동구권과 동맹을 맺도록 압박했다. 1981년에는 230명의 소련군, 200명에 가까운 쿠바군, 600명 이상의 민간 쿠바 고문이 아직도 이 나라에 남아 있었다. 쿠바의 모잠비크 개입은 쿠바 혁명의 반제국주의 이데올로기를 수출하고 절실히 필요한 새로운 동맹을 구축하기 위한 지속적인 노력의 일환이었다. 쿠바는 앙골라, 에티오피아, 기니비사우, 콩고 공화국을 포함한 수많은 아프리카 국가들의 좌익 반군과 정부를 지원했다. 1978년, 모잠비크는 쿠바 학교에서 교육을 받기 위해 청소년들을 보냈다.
산업과 사회의 불황, 부패, 빈곤, 불평등, 실패한 중앙 계획은 초기 혁명의 열정을 잠식했다. 또한 내전 기간 동안 FRELIMO의 단일 정당 통치는 점점 더 권위주의적이 되었다.
모잠비크의 성공적인 독립 전쟁은 아파르트헤이트인 남아프리카 공화국과 아프리카 대륙의 독립적인 흑인 지배 국가들을 분리하는 백인 지배 국가들의 경계선에 종지부를 찍었다. 그 결과 앙골라, 모잠비크, 콩고 민주 공화국 등 신생 독립국가들은 각자의 이념을 확산시키려는 자본주의 국가들과 공산주의 국가들 간의 대리전의 무대로 작용했다. 독립한 모잠비크는 이전의 탄자니아와 마찬가지로 남아프리카 공화국을 백인 주도의 통치에서 해방시키기 위해 싸우는 아프리카 국민회의(ANC) 요원들의 임시 기지 역할을 했다.

## 같이 보기
- 포르투갈 식민지 전쟁
- 모잠비크 내전